# Micheil Alawidze
Micheil Alawidze (gruz. მიხეილ ალავიძე, ur. 5 listopada 1987 w Batumim) – gruziński piłkarz, grający na pozycji bramkarza w gruzińskim klubie Dinamo Batumi. Wychowanek SK Tbilisi. W swojej karierze grał także w gruzińskich SK Rustawi, Lokomotiwim Tbilisi, azerskim Standardzie Sumgait oraz uzbeckich Shoʻrtanie Gʻuzor i FK Andijon.

## Sukcesy

### Klubowe
Dinamo Batumi
- Mistrzostwo Gruzji: 2021
- Wicemistrzostwo Gruzji: 2014/2015, 2019, 2020